# Tribusforsamlingen
Tribus-forsamlingen (latin: Comitia (Populi) Tributa), var en forsamling bestående af alle romerske borgere indkaldt af de forskellige tribus (på dansk: stammer).
I den romerske republik valgte borgerne ikke lovgivende repræsentanter, men anvendte i stedet en form for direkte demokrati. De stemte således om lovgivningsmæssige, valgmæssige og retslige anliggender i folkelige forsamlinger (Centurieforsamlingen, Tribusforsamlingen og Plebejerforsamlingen). Lovforslag blev fremsat af magistrater, og borgerne udøvede kun deres stemmeret.
I tribus-forsamlingen blev borgerne organiseret på grundlag af femogtredive tribus (eller stammer): fire bystats-stammer af borgerne fra byen Rom og enogtredive stammer fra landdistrikter (pagi) af borgere uden for byen. Hver stamme stemte separat – og efter hinanden. I hver stamme blev beslutninger truffet ved flertalsafstemning, og dens beslutning talte som én stemme uanset hvor mange valgmænd hver stamme havde. Når et flertal af stammerne havde stemt for en given foranstaltning, sluttede afstemningen – og sagen var derpå afgjort.
Tribus-forsamlingen blev ledet af en magistrat – normalt en konsul eller praetor. Den ledende magistrat traf alle afgørelser vedrørende spørgsmål om procedure og legalitet. Hans magt over forsamlingen kunne være næsten absolut. En kontrol af hans magt kom i form af vetoer fra andre magistrater. Ligeledes kunne der også blive nedlagt veto over enhver beslutning truffet af en ledende magistrat fra plebejer-tribunerne.
Tribus-forsamlingen valgte kvæstorerne og ædilerne. Forsamlingen gennemførte retssager for sager, der ikke involverede dødsstraf. Diktatoren Lucius Cornelius Sulla gav dog dette ansvar til særlige nævningetinge (quaestiones perpetuae) i 82 f.Kr. Der er uenighed blandt moderne historikere angående antallet og karakteren af tribus-forsamlingen.